# Phyllanthus nigrescens
Phyllanthus nigrescens är en emblikaväxtart som först beskrevs av Francisco Manuel Blanco, och fick sitt nu gällande namn av Johannes Müller Argoviensis. Phyllanthus nigrescens ingår i släktet Phyllanthus och familjen emblikaväxter.
Artens utbredningsområde är Filippinerna. Inga underarter finns listade i Catalogue of Life.